# Államok vezetőinek listája 1937-ben
Ezen az oldalon az 1937-ben fennálló államok vezetőinek névsora olvasható földrészek, majd országok szerinti bontásban.

## Európa
- Albánia (monarchia)
  - Uralkodó – I. Zogu albán király (1925–1939)[1]
  - Kormányfő – Koço Kota (1936–1939), lista
- Andorra (parlamentáris társhercegség)
  - Társhercegek
    - Francia társherceg – Albert François Lebrun (1932–1940), lista
    - Episzkopális társherceg – Justí Guitart i Vilardebó (1920–1940), lista
- Ausztria (köztársaság)
  - Államfő – Wilhelm Miklas (1928–1938), lista
  - Kormányfő – Kurt Schuschnigg (1934–1938), lista
- Belgium (monarchia)
  - Uralkodó – III. Lipót király (1934–1951)
  - Kormányfő –
    1. Paul van Zeeland (1935–1937)
    2. Paul-Émile Janson (1937–1938), lista
- Bolgár Cárság (monarchia)
  - Uralkodó – III. Borisz cár (1918–1943)
  - Kormányfő – Georgi Kjoszeivanov (1935–1940), lista
- Csehszlovákia (köztársaság)
  - Államfő – Edvard Beneš (1935–1938), lista
  - Kormányfő – Milan Hodža (1935–1938), lista
- Danzig Szabad Város (szabad város a Nemzetek Szövetsége protektorátusa alatt)
  - Főbiztos – 
    1. Seán Lester (1934–1937)
    2. Carl Jacob Burckhardt (1937–1939)

  - Államfő – Arthur Greiser (1934–1939)
- Dánia (monarchia)
  - Uralkodó – X. Keresztély király (1912–1947)
  - Kormányfő – Thorvald Stauning (1929–1942), lista
- Egyesült Királyság (parlamentáris monarchia)
  - Uralkodó – VI. György Nagy-Britannia királya (1936–1952)
  - Kormányfő – 
    1. Stanley Baldwin (1935–1937)
    2. Neville Chamberlain (1937–1940), lista
- Észtország (köztársaság)
  - Államfő – Konstantin Päts (1933–1940), lista
  - Kormányfő – Konstantin Päts (1934–1937), lista
- Finnország (köztársaság)
  - Államfő – 
    1. Pehr Evind Svinhufvud (1931–1937)
    2. Kyösti Kallio (1937–1940), lista

  - Kormányfő – 
    1. Kyösti Kallio (1936–1937)
    2. Aimo Cajander (1937–1939), lista

  -  Åland –
    - Kormányfő – Carl Björkman (1922–1938)
- Franciaország (köztársaság)
  - Államfő – Albert François Lebrun (1932–1940), lista
  - Kormányfő – 
    1. Léon Blum (1936–1937)
    2. Camille Chautemps (1937–1938), lista
- Görögország (monarchia)
  - Uralkodó – II. György király (1935–1947)
  - Kormányfő – Joánisz Metaxász(wd) (1936–1941), lista
- Hollandia (monarchia)
  - Uralkodó – Vilma királynő (1890–1948)
  - Miniszterelnök – Hendrikus Colijn (1933–1939), lista
- Izland (parlamentáris monarchia)
  - Uralkodó – X. Keresztély (1918–1944)
  - Kormányfő – Hermann Jónasson (1934–1942), lista
- Írország (monarchia)
- Az Ír Szabadállam 1937. december 29-én változott Írországra.
  - Uralkodó – VI. György ír király (1936–1949)
  - Főkormányzó – üres (1936–1937), lista
  - Államfő – Elnöki Bizottság (1937–1938), ügyvivő, lista
  - Kormányfő – Éamon de Valera (1932–1948), lista
- Jugoszláv Királyság (monarchia)
  - Uralkodó – II. Péter király (1934–1945)[2]
  - Régens – Pál herceg + Radenko Stanković + Ivo Perović (1934–1941)
  - Kormányfő – Milan Stojadinović (1935–1939), miniszterelnök
- Lengyelország (köztársaság)
  - Államfő – Ignacy Mościcki (1926–1939), lista
  - Kormányfő – Felicjan Sławoj Składkowski (1936–1939), lista
- Lettország (köztársaság)
  - Államfő – Kārlis Ulmanis (1936–1940), lista
  - Kormányfő – Kārlis Ulmanis (1934–1940), lista
- Liechtenstein (parlamentáris monarchia)
  - Uralkodó – I. Ferenc herceg (1929–1938)
  - Kormányfő – Josef Hoop (1928–1945), lista
- Litvánia (köztársaság)
  - Államfő – Antanas Smetona (1926–1940), lista
  - Kormányfő – Juozas Tūbelis (1929–1938), lista
- Luxemburg (monarchia)
  - Uralkodó – Sarolta nagyhercegnő (1919–1964)
  - Kormányfő – 
    1. Joseph Bech (1926–1937)
    2. Pierre Dupong (1937–1953), lista
- Magyar Királyság (monarchia)
  - Államfő – Horthy Miklós (1920–1944), lista
  - Kormányfő – Darányi Kálmán (1936–1938), lista
- Monaco (monarchia)
  - Uralkodó – II. Lajos herceg (1922–1949)
  - Államminiszter – 
    1. Maurice Bouilloux-Lafont (1932–1937)
    2. Henry Mauran (1937), ügyvivő
    3. Émile Roblot (1937–1944), lista
- Németország
  - Államfő – Adolf Hitler (1934–1945), lista
- Norvégia (monarchia)
  - Uralkodó – VII. Haakon király (1905–1957)
  - Kormányfő – Johan Nygaardsvold (1935–1945), lista
- Olasz Királyság (monarchia)
  - Uralkodó – III. Viktor Emánuel király (1900–1946)
  - Kormányfő – Benito Mussolini (1922–1943), lista
- Portugália (köztársaság)
  - Államfő – Óscar Carmona (1926–1951), lista
  - Kormányfő – António de Oliveira Salazar (1933–1968), lista
- Román Királyság (monarchia)
  - Uralkodó – II. Károly király (1930–1940)
  - Kormányfő – 
    1. Gheorghe Tătărescu (1934–1937)
    2. Octavian Goga (1937–1938), lista
- San Marino (köztársaság)
  - San Marino régenskapitányai:
    1. Francesco Morri és Gino Ceccoli (1936–1937)
    2. Giuliano Gozi és Settimio Belluzzi (1937)
    3. Marino Rossi és Giovanni Lonfernini (1937–1938), régenskapitányok
- Spanyolország
  -  Spanyol Köztársaság (köztársaság)
  - Államfő – Manuel Azaña (1936–1939), lista
  - Kormányfő – 
    1. Francisco Largo Caballero (1936–1937)
    2. Juan Negrín (1937–1939), lista

  - Astúrias és León Szuverén Tanácsa (el nem ismert állam)
  - 1937. augusztus 24-én kiáltotta ki függetlenségét, majd 1937. október 21-én meg is szűnt.
  - Államfő – Belarmino Tomás (1937), a Tanács elnöke
  -  Spanyolország (totalitárius állam)
  - Államfő – Francisco Franco (1936–1975)
  - Kormányfő – 
    1. Fidel Dávila Arrondo (1936–1937)
    2. Francisco Gómez-Jordana, Jordana grófja (1937–1938), a Spanyol Állam Technikai Vezetőségének elnöke, lista
- Svájc (konföderáció)
  - Szövetségi Tanács:[3]
  - Giuseppe Motta (1911–1940), elnök, Marcel Pilet-Golaz (1928–1944), Albert Meyer (1929–1938), Rudolf Minger (1929–1940), Philipp Etter (1934–1959), Johannes Baumann (1934–1940), Hermann Obrecht (1935–1940)
- Svédország (parlamentáris monarchia)
  - Uralkodó – V. Gusztáv király (1907–1950)
  - Kormányfő – Per Albin Hansson (1936–1946), lista
- Szovjetunió (szövetségi népköztársaság)
  - A kommunista párt vezetője – Joszif Sztálin (1922–1953), a Szovjetunió Kommunista Pártjának főtitkára
  - Államfő – Mihail Kalinyin (1919–1946), lista
  - Kormányfő – Vjacseszlav Molotov (1930–1941), lista
- Vatikán (abszolút monarchia)
  - Uralkodó – XI. Piusz pápa (1922–1939)
  - Apostoli Szentszék –
    - Államtitkár – Eugenio Pacelli bíboros (1930–1939), lista

## Afrika
- Dél-afrikai Unió (monarchia)
  - Uralkodó – VI. György, Dél-Afrika királya (1936–1952)
  - Főkormányzó – 
    1. George Villiers (1931–1937)
    2. Sir Patrick Duncan (1937–1943), Dél-Afrika kormányát igazgató tisztviselő

  - Kormányfő – J. B. M. Hertzog (1924–1939), lista
- Egyiptom (monarchia)
  - Uralkodó – Fárúk király (1936–1952)
  - Kormányfő – 
    1. Musztafa en-Nahhász Pasa (1936–1937)
    2. Muhammad Mahmúd Pasa (1937–1939), lista
- Libéria (köztársaság)
  - Államfő – Edwin Barclay (1930–1944), lista

## Dél-Amerika
- Argentína (köztársaság)
  - Államfő – Agustín Pedro Justo (1932–1938), lista
- Bolívia (köztársaság)
  - Államfő – 
    1. David Toro (1936–1937)
    2. Germán Busch (1937–1939), lista
- Brazília (köztársaság)
  - Államfő – Getúlio Vargas (1930–1945), lista
- Chile (köztársaság)
  - Államfő – Arturo Alessandri (1932–1938), lista
- Ecuador (köztársaság)
  - Államfő – 
    1. Federico Páez (1935–1937)
    2. Alberto Enríquez Gallo (1937–1938), Ecuador legfőbb parancsnoka, lista
- Kolumbia (köztársaság)
  - Államfő – Alfonso López Pumarejo (1934–1938), lista
- Paraguay (köztársaság)
  - Államfő – 
    1. Rafael Franco (1936–1937), ügyvivő
    2. Félix Paiva (1937–1939), lista
- Peru (köztársaság)
  - Államfő – Óscar R. Benavides (1933–1939), lista
  - Kormányfő – Ernesto Montagne Markholz (1936–1939), lista
- Uruguay (köztársaság)
  - Államfő – Gabriel Terra (1931–1938), lista
- Venezuela (köztársaság)
  - Államfő – Eleazar López Contreras (1935–1941), lista

## Észak- és Közép-Amerika
- Amerikai Egyesült Államok (köztársaság)
  - Államfő – Franklin D. Roosevelt (1933–1945), lista
- Costa Rica (köztársaság)
  - Államfő – León Cortés Castro (1936–1940), lista
- Dominikai Köztársaság (köztársaság)
  - De facto országvezető – Rafael Trujillo Molina (1930–1961)
  - Államfő – Rafael Trujillo Molina (1930–1938), lista
- Salvador (köztársaság)
  - Államfő – Maximiliano Hernández Martínez (1935–1944), lista
- Guatemala (köztársaság)
  - Államfő – Jorge Ubico (1931–1944), lista
- Haiti (köztársaság)
  - Államfő – Sténio Vincent (1930–1941), lista
- Honduras (köztársaság)
  - Államfő – Tiburcio Carías Andino (1933–1949), lista
- Kanada (parlamentáris monarchia)
  - Uralkodó – VI. György király (1936–1952)
  - Főkormányzó – John Buchan (1935–1940), lista
  - Kormányfő – William Lyon Mackenzie King (1935–1948), lista
- Kuba 
  - Államfő – Federico Laredo Brú (1936–1940), lista
- Mexikó (köztársaság)
  - Államfő – Lázaro Cárdenas (1934–1940), lista
- Nicaragua (köztársaság)
  - Államfő – 
    1. Carlos Alberto Brenes (1936–1937), ügyvivő
    2. Anastasio Somoza (1937–1947), lista
- Panama (köztársaság)
  - Államfő – Juan Demóstenes Arosemena (1936–1939), lista

## Ázsia
- Afganisztán (monarchia)
  - Uralkodó – Mohamed Zahir király (1933–1973)
  - Kormányfő – Mohammad Hasim Khan (1929–1946), lista
- Irak (monarchia)
  - Uralkodó – Gázi király (1933–1939)
  - Kormányfő – 
    1. Hikmat Szulajman (1936–1937)
    2. Dzsámil am-Midfaj (1937–1938), lista
- Irán (monarchia)
  - Uralkodó – Reza Pahlavi sah (1925–1941)
  - Kormányfő – Mahmúd Dzsam (1935–1939), lista
- Japán (császárság)
  - Uralkodó – Hirohito császár (1926–1989)
  - Kormányfő – 
    1. Hirota Koki (1936–1937)
    2. Hajasi Szendzsúró (1937)
    3. Konoe Fumimaro herceg (1937–1939), lista
- Jemen (monarchia)
  - Uralkodó – Jahia Mohamed Hamidaddin király (1904–1948)[4]
- Kína
  -  Nemzeti Kormányzat (köztársaság)
  - Államfő – Lin Szen (1931–1943), Kína Nemzeti Kormányának elnöke, lista
  - Kormányfő – Csang Kaj-sek (1935–1938), lista
  -  Kínai Tanácsköztársaság
  - 1937. szeptember 22-én felbomlott.
    - Államfő – Mao Ce-tung (1931–1937), a Kínai Tanácsköztársaság Végrehajtó Bizottságának elnöke

  -  Ideiglenes Kormányzat (1937–1940) (japán bábállam)
  - 1937. december 14-én alakult meg.
    - Államfő – Vang Kemin (1937–1940), az Ideiglenes Kormányzat elnöke

  -  Keleti Hebei Autonóm Tanács (japán bábállam)
  - 1937 decemberében beolvadt az Ideiglenes Kormányzatba.
    - Államfő – Jin Csu-keng (1935–1937), az Autonóm Tanács elnöke

  -  Dadao Kormányzat (japán bábállam)
  - 1937. december 5-én alakult meg.
    - Elnök – Szu Hsziven (1937–1938), a Dadao Kormányzat elnöke

  -  Mandzsukuo (japán bábállam)
    - Uralkodó - Pu Ji (1932–1945)
    - Kormányfő - Csang Csing-huj (1935–1945)

  -  Tibet (el nem ismert, de facto független állam)
    - Uralkodó – Tendzin Gyaco, Dalai láma (1937–)[5]
    - Régens – Dzsamphel Jese Gyalcen (1934–1941), Reting rinpocse
- Maszkat és Omán (abszolút monarchia)
  - Uralkodó – III. Szaid szultán (1932–1970)
- Mongólia (népköztársaság)
  - A kommunista párt vezetője – Bandzardzsavün Bászandzsav (1936–1940), a Mongol Forradalmi Néppárt Központi Bizottságának főtitkára
  - Államfő – Danszranbilegiin Dogszom (1936–1939), Mongólia Nagy Népi Hurálja Elnöksége elnöke, lista
  - Kormányfő – Anandün Amar (1936–1939), lista
- Nepál (alkotmányos monarchia)
  - Uralkodó – Tribhuvana király (1911–1950)
  - Kormányfő – Dzsuddha Samser Dzsang Bahadur Rana (1932–1945), lista
- Szaúd-Arábia (abszolút monarchia)
  - Uralkodó – Abdul-Aziz király (1902–1953)[6]
- Sziám (parlamentáris monarchia)
  - Uralkodó – Ananda Mahidol király (1935–1946)
  - Kormányfő – Phraja Phahonphonphajuhaszena (1933–1938), lista
- Törökország (köztársaság)
  - Államfő – Mustafa Kemal Atatürk (1923–1938), lista
  - Kormányfő – 
    1. İsmet İnönü (1925–1937)
    2. Celâl Bayar (1937–1939), lista
- Tuva (népköztársaság)
  - A kommunista párt főtitkára – Szalcsak Toka (1932–1944)
  - Államfő – Adüg-Tulus Khemcsik-ool (1936–1938)
  - Kormányfő – Szat Csurmit-Dazsi (1936–1938)

## Óceánia
- Ausztrália (parlamentáris monarchia)
  - Uralkodó – VI. György Ausztrália királya (1936–1952)
  - Főkormányzó – Alexander Hore-Ruthven (1936–1945), lista
  - Kormányfő – Joseph Lyons (1932–1939), lista
- Új-Zéland (parlamentáris monarchia)
  - Uralkodó – VI. György Új-Zéland királya (1936–1952)
  - Főkormányzó – George Monckton-Arundell (1935–1941), lista
  - Kormányfő – Michael Joseph Savage (1935–1940), lista